# ぶりぶりざえもん
ぶりぶりざえもんは、臼井儀人の漫画『クレヨンしんちゃん』に登場する、豚をモチーフにした半人型のキャラクター。アニメ版の声優は塩沢兼人（SPECIAL 6 - 第357話Bパート） → 神谷浩史（第894話Bパート - ）。

## 概要
シロなどに次ぐ人気キャラクターである。
野原しんのすけが発案した豚をモチーフにした半人型のキャラクターで、しんのすけは「救いのヒーロー」と設定している。作中世界でも架空のキャラクターとされており、通常の回での登場は少なく、番外編や夢オチの回に登場する。

## 人物像

### 容姿
上半身は裸で下半身には紫色のタイツを履いている二足歩行の豚であり、目と鼻の穴の大きさが左右で異なるように描かれているのも特徴。また、豚ではあるが尻尾は生えていない。腰に刀のような千歳飴を差しており（もともとは充電式の不思議な刀だったが充電が切れてしまい子供のブタが持っていた千歳飴を刀身代わりにつけた）、時々舐めている（原作では木刀のように描かれていることもある）。

### 性格
しんのすけとよく似ており、あまり周りの事を気にしない所や、下品で女好き、ナルシストで自分の顔を「美しい」と思っている点が共通している。一方、がめつく欲張りな所があり、自分を第一に行動する。また、普段は尊大な態度をとって他人を見下すことが多いが、その割に小心者でもある。
自らを「救いのヒーロー」と呼ぶが、事実上の裏切り者で「私は常に強い者の味方だ」と言って軽々しく敵に寝返ったり、敵前逃亡したりすることが多い。その反面、しんのすけ側が勝てばすぐに戻ってきて、何もしていないにもかかわらず多額の救い料を請求してくる等、ヒーローらしからぬ振る舞いが目立つ。このような行動の結果、味方側から叩きのめされる事も少なくなく、しんのすけにすら呆れられてしまう。
それでもしんのすけと力を合わせて悪を倒したり、どこか憎めないキャラクターとなっている。なお、救い料の支払いは現金以外に、ローンや小切手、クレジット、郵便振込み、キャッシュレス決済も可とする場合がある。ただし、彼の請求する救い料は“100億万円”、10百万円など、実在しない破格な金額が多い。
連載が進むにつれ、基本的な性格は相変わらずなものの、最終的には自らの意思で人助けを行う様になっている（本人は頑なに否定しているが）ため、本当の意味での「救いのヒーロー」として描かれるようになっている。
なお一人称は「私」（「俺」と言ったこともある）。出身地などは不明となっている。

### 能力
運動神経はしんのすけと同等レベルだが、戦闘力は決して強いとは言えず、敵になっても味方になっても高確率で瞬殺される。しかしアクションビームやカンタムパンチを食らっても死なないという超人的な肉体を持っている。作戦を立案することもあり、爆弾処理の免許（2級）なども持っているが、大抵の場合失敗する。得意技は「拭いてないお尻攻撃」で大便直後の尻で突進するなどという大変下品な技である。

## 初期
初期の登場ではしんのすけが考えた絵本の主人公で、画用紙に描かれたクレヨンの絵が中心で声は無かった（なお、この時には台詞における表記は「ぶりぶり左ェ門」、しんのすけの記した表記は「ぶりぶりざいもん」であった）。
なお、ぶりぶりざえもんが最初に動くキャラクターとして登場したのは1992年のスペシャル「ブリブリざえもんのボーケンだゾ」でこのときはしんのすけ自身がぶりぶりざえもんを演じている（よって姿は人間である）。

## 外伝「ぶりぶりざえもんのぼうけん」
初の単独シリーズ。1994年9月26日放送「ぶりぶりざえもんの冒険 雷鳴編」、「ぶりぶりざえもんの冒険 風雲編」が放送された。以後、好評につき続編が多く作られるもシリーズ自体が元々外伝であること、スペシャル等放送機会が限られていたこと、後述にある初代声優の塩沢兼人の死去の影響等が原因で、長らくアニメ化の企画が中断されていた。原作漫画では『まんがタウン2008年6月号』より(不定期掲載が再開された。
風来坊のしんのすけが子供にいじめられていた（後述の新作では、罠に引っかかって網に捕まっていた）ブリブリ族の老人から、助けたお礼として貰った「救いのマラカス」を振ることで、ぶりぶりざえもんが召喚される。しんのすけが危機を脱する際に呼び出されるが、呼ばれたぶりぶりざえもんも大概同じ状況に陥っている。事件解決後、被害者や協力者に多額の救い料を要求するも断られ、しんのすけがそのまま次の旅へと旅立つのが定番のオチとなっている（2000年4月21日放送「ゴールドフィンガー銀ちゃん」編の最後においては、銀の介に救い料を要求するも、げんこつを食らわされた）。
悪人と戦うのは怖いから嫌で、棚を吊ったり、肩たたきなどの分野で人を救うのが得意とのことだが、劇中ではそういった分野での人助けは描かれていない。建前では1日3時間（3分間など、そのときによってしばしば変わる）しか、現実の世界にいられないことになっているが、実際は確実に3時間以上滞在しており、危機が迫るとこれを口実に消える（原作では一度だけ、ご馳走を前にして時間切れで消えている）。念書を書かせるために持っていた筆は、本人曰く「じじいのオマタのヒゲで作った高級品」。
原作では召喚されたときに「むこうの世界」でソフトSMを楽しんでいる時もあり、かなりのマゾヒスト。逆に、アニメ版ではビキニパンツに網タイツという格好で、ムチやロウソクを持って現れるシーンがあるなどサディストという設定であった。性感帯は鼻の穴らしく、2000年4月21日放送「ゴールドフィンガー銀ちゃん」編で、銀の介に鼻の穴へ腕を突っ込まれてグリグリ攻撃をされた際、「指を鼻の穴に突っ込まれると感じてしまう!」と顔を真っ赤にして悶えていた。
再始動後の原作漫画の2015年2月号(新4巻)分からは子持ちであることが判明（三つ子で、名前はそれぞれ「ブゥ」「プゥ」「スゥ」。妻は未登場）。借金も抱えている模様で、しんのすけが呼び出したときにはギャンブルにのめり込んだ上、サラ金に手を出した為、セメントで体を埋められて東京湾に投げ捨てられる直前だった。
1996年8月16日放送「風雲妖怪城」は「ぶりぶりざえもんのぼうけん」であるが、マラカスで召喚される以外はそれまでのストーリーとの関連性の無い独立した前後編のストーリーでこれ自体は完結している。
2016年5月13日放送「ぶりぶりざえもんの冒険 覚醒編」で16年ぶりに新作が作られ、前シリーズとは繋がりのない新たな作品となった。時代の変化に合わせてスマートフォンを愛用し、翌週の「ぶりぶりざえもんの冒険 閃光編」ではブログも立ち上げていることが描かれた。定番のオチは事件解決後に被害者や協力者に救い料を要求するのを断られた後、ぶりぶりざえもん自身が「ちっ!」と言いながらそのまま消えると言う事になっている。また、前作は「ぶりぶりざえもんの冒険」以外でぶりぶりざえもんが登場する話では「救いのマラカス」を使用せずに現れたりと比較的自由に登場していたが、神谷が担当した回から登場するぶりぶりざえもんの話はどの番外編（『クレヨンしんちゃん外伝 お・お・お・のしんのすけ』の話以外）でも、しんのすけが使用する「救いのマラカス」による登場で統一されていて、上記の通り時間切れになると牢屋、宇宙ロケットの中、ひょうたんの中でも姿を消すパターンになっている。

## その他でのぶりぶりざえもん
「ぶりぶりざえもんのぼうけん」以外の外伝や、テレビアニメ版スペシャルにも登場する。マラカスで召喚しての登場ではないので消滅することはない。その為に逃げることが出来ず、一方的に痛めつけられてしまう比率が多い。性格も「ぶりぶりざえもんのぼうけん」と変わらない。
登場時には「ぶりぶりざえもん」と名乗らずに他の名を名乗ることもある。そのたびにしんのすけに「ぶりぶりざえもん!」と言われ、「違う!私の名は○○だ!」とぶりぶりざえもんが返すのはお決まりである。
ジャン・ピエール・アンドレイ・ジョセフド・シャトーぶりアンヌ
1996年12月27日放送の「野原刑事の事件簿だゾ」2、3に登場。インターポールフランス代表としてかすかべ署にやって来る。目深にかぶった帽子とサングラス、コートが特徴。
ブルボン王朝から続く貴族の家系だといっているが、豚汁を飲んだときには「共食いさせる気か!」と言っている。数の子密輸団のアジトの捜査では部下に見つかった際に豚の真似をして刑事ということをごまかす狡猾さを見せている。だが密輸団に寝返るも受け入れられず、FBIのアクション仮面とMPSのカンタムロボに裏切り行為について袋叩きにされている。ラストではカンタムパンチでしんのすけとともに上空へ逃亡した女ボスを追う際、元気づけとしてアクションビームを浴びせられ、事件解決後には密輸団の仲間と間違われて女ボスとその一味らとともに連行されるなど、散々な目に遭っている。
アレッサンドロ・フランチェスカ・デ・ニコラ
1999年10月8日放送の「野原刑事の事件簿」に登場。インターポールイタリア代表として部下の習志野ヨーコ刑事とかすかべ署にやって来る。初登場時には非常に長いシークレットブーツを履いて登場し、しんのすけにひっこぬかれた。
身体のどこかにマシンガンを携帯しており「めんどくさい仕事はいっそこの手で片づけてしまうに限る」と言い、依頼してきた芸能プロの社長に向かって乱射した。アイドルタレントの三郷レミの生足を盗撮したり、彼女のベッドの中で丸くなるという変態行為も行っている。イタリア人を自称しているがひろしに「イタリアの首都はどこか言ってみろ」と言われ「スペイン」と答えている。
その後ボスに寝返ろうとするが阻止され、ひろしやヨーコ、そしてなぜかそばにいた敵にもリンチされた。ラストではガス漏れしているのにもかかわらず葉巻を吸いアジトが爆発し、ヨーコとともにかすかべの海まで爆風に吹き飛ばされ、そのまま何事もなかったかのように帰って行った。
沖田総司
1997年6月20日放送の「赤ズキンと紫ズキンだゾ」に登場。自称「京都のアイドル｣「コギャルのおもちゃ」。登場時はへのへのもへじのお面をつけ、高い竹馬に乗った状態で登場した。
紫ズキン（しんのすけ）が盗んだ密書を狙っており、赤ズキン（ネネちゃん）にスケベな要求をしたため、彼女にげんこつを食らわされる。
中華ぶりぶりのマスター
1997年8月22日放送の「オラの家にクーラーがついたゾ」のみさえの夢の中に登場。
中華まんしか売っていない店のマスターで豚まんを注文したみさえを床下に落とした上、「饅頭の具になる豚の気持ちを考えたことがあるのか!」と言い放った上で、巨大中華まんの下敷きにした。
レオナルド･デカぶりオ
1997年10月10日放送の「クレヨンウォーズ」に登場。役回りは原典のハン・ソロに相当する。
「銀河系きっての宇宙海賊」を自称しており、宇宙船「ヒレ煮込みぶりトン号」を所有している。この「ヒレ煮込みぶりトン号」は駐車違反でレッカー移動されたり、スピード違反で反則切符を切られている。また、とんこつラーメンの屋台にトランスフォームする。
バーゲン・セイル姫救出の時には謝礼目当てで協力したものの形勢不利になるとアーシク・セイダーに寝返ったがその後、アーシク・セイダーが皇帝の部下だとわかるとアーシク・セイダーを蹴り倒し皇帝に忠誠を誓ったため、アーシク・セイダーに叩きのめされた。
数値化した強さは-640らしく、しんのすけ（10）やセイル姫（30）、APU（20）よりも遙かに下だった。皇帝が帰還後に新皇帝に就任し野原家に恩赦を与えるが野原家からリンチを受け、さらに母船が自爆し、帝国そのものが壊滅してしまった（爆発時には「ブヒィ～ッ!!」と叫びながら宇宙空間に吹っ飛ばされていた）。
吉良上野介ぶりぶりざえもん
1998年12月25日放送の「クレヨン大忠臣蔵」に登場。
せこくて底意地が悪い事で有名。難癖をつけてぞうさんを丸出しにした風間内匠頭トオルを切腹に追い込んだ。さらには消費税を85％に上げる、家来のアクション仮面やカンタムロボに給料を1回も払わないなどの悪行を重ねた結果、大石しんのすけら春我部浪士に討ち入られた挙句、家来に反旗を翻され、最終的に丸焦げにされ、しんのすけに醤油をかけられて「かけるな！」と怒鳴った。
仇討ちのシーンでは映画第6作目の『電撃!ブタのヒヅメ大作戦』で流れた「電撃!ぶりぶり大作戦」のBGMが使用された。
この他にも台詞付きとして、1996年6月28日放送の「オラは孫悟空だゾ」では猪八戒、1996年9月27日放送の「オールスター夢のコント祭りだゾ」ではアクション仮面、カンタムロボと共に「トリオ・ザ・ヒーローズ」を結成（ぶりぶりざえもんがボケる度に、アクション仮面とカンタムロボに叩きのめされる）、1998年4月17日放送の「オラたち三匹の子豚だゾ」では子豚の長男坊、1999年4月30日放送の「ひまわりはオラの子分だゾ」ではしんのすけが描いた絵本のストーリー（最後はきびだんごが目当てで子分になりたがっているひまわりに食べられてしまう）に登場した。
外伝作品『SHIN-MEN』では、出番が少なくなったことに不満を持ち、別世界「しん次元」を創造したとされ、その世界ではぶりぶりざえもんに瓜二つの姿を持つ悪の組織「TОN-MEN」が暗躍、正義のヒーロー「SHIN-MEN」と対立している。

## 映画版でのぶりぶりざえもん
第2作『ブリブリ王国の秘宝』にてぶりぶりざえもんそっくりのブリブリ魔人が登場。本人ではなくいわゆるスターシステムキャラクターである。ぶりぶりざえもん役の塩沢は別のキャラクターを演じている。
第3作『雲黒斎の野望』ではしんのすけの作り出したカンタムロボの必殺技の一つであるぶりぶりパンチで登場した。
第4作『ヘンダーランドの大冒険』で正式登場を果たす。しんのすけが使うスゲーナスゴイデスのトランプの魔法によってアクション仮面、カンタムロボとともに助っ人として呼び出された。他の2人がテレビ版と同じ強さのままで必殺技を使えるように、ぶりぶりざえもんもやはり原作通りのキャラクターであり、すぐ敵側に寝返ったりついさっき発案した作戦を失敗したり、さらに救い料を請求するといった定番が完全に取り入れられていた。敵側のス・ノーマン・パーに寝返ったところ受け入れられずに蹴り飛ばされ、しんのすけを含めた味方3人から叩きのめされる。しんのすけたちと共に、ノーマンを追い返すが、撤退時のノーマンに踏み潰されるという憂き目に遭った。その後、クレイ・G・マッドとの戦いで召喚され、寝返り案でアクション仮面とカンタムに蹴られまくった後、線路変更という打開策を思いついた。
第6作『電撃!ブタのヒヅメ大作戦』では、大袋博士がたまたま拾ったしんのすけの落書き（ぶりぶりざえもん）を基に電子生命体を製作しその外見になったが、テロ集団「ブタのヒヅメ」の協力が介入したことにより最終的に世界中を混乱に陥れるためのバーチャル・ウイルスとして誕生してしまった。相変わらずしんのすけ似の下品な性格をしていた（登場時は後ろ向きで立ちションをしていた）が、テレビシリーズのような裏切り癖や図々しい物言いといった卑屈さは殆ど無かった。また、製作した者が大袋博士である為に、あくまで創造主でしかないしんのすけについては当然知らない。また、自分に対して尊大に命令してくるマウスとは終始相性が悪く、常に喧嘩状態にあった。マウスの命令で世界を大混乱に陥れようとした時、創造主であるしんのすけによって自らが「救いのヒーロー」として生み出されたという本当の経緯を聞かされ、しんのすけと和解するが、危険なウイルスとして製作してしまった大袋博士は、申し訳なさを感じながらぶりぶりざえもんを抹消する措置をとった。しかし、ぶりぶりざえもんは「救いのヒーロー」としてその運命を受け入れ、「またいつか、夕日を見る」事を願いながらしんのすけに別れを告げ散って逝き、その結末にしんのすけは涙を流した。爆発する「ブタのヒヅメ」のアジトからの脱出シーンでは、しんのすけの助けを求める声に反応するかの如く幻影となって現れ、危機に陥っていたしんのすけ達の乗る飛行船を救い、最後の最後で自らが望んだ「救いのヒーロー」としての役目を果たし、爆発し炎上するアジトの中に消えていった。エンディングではしんのすけが感謝の気持ちを込めて描いたぶりぶりざえもんの絵で、この映画のエンドカードを締めくくった。
短編映画『クレしんパラダイス!メイド・イン・埼玉』ではぶりぶりざえもん自身がアニメ化されており、ラストには『ぶりぶりざえもんの冒険 銀河篇』というアニメで救いのヒーローとして現れた。しかし紹介しただけで終わり、ぶりぶりざえもんが「終わるなーっ!!」と叫び、地球に落下した（その直後にこの映画そのもののエンディングが始まった）。
第7作『爆発!温泉わくわく大決戦』の中では、続編として『ぶりぶりざえもんの冒険 流星篇』が敵の巨大ロボットのテレビに映っていたが即座にニュースに変わった。そしてエンディングでは『ぶりぶりざえもんの冒険 ニューヨーク篇』が映っていた。ぶりぶりざえもんが「ニューヨークで入浴」というダジャレを言っただけで終わり、やはりぶりぶりざえもんが「終わるなーっ!!」と叫び、この映画を締めくくった。塩沢が死去した為、この作品以降21年間声が無い状態が続いた。
第11作『嵐を呼ぶ 栄光のヤキニクロード』では催眠増幅装置「熱海サイ子」の力により地球にいる生物（およびそれを模した物体）全てがぶりぶりざえもんに変えられた。
第13作『伝説を呼ぶ ブリブリ3分ポッキリ大進撃』でもアクション仮面、カンタムロボとともに登場したが、しんのすけの描いた絵が紙ごと巨大化した姿であるため、声は出せずにふきだしで会話をしていた。しかし、紙だった為、全く役にも立たなかった。
第28作『激突! ラクガキングダムとほぼ四人の勇者』で21年ぶりに台詞が付き、映画では初めて神谷が声を担当した。この作品では、描いたものを水溶性ではあるが実体化させるミラクルクレヨンの力によってしんのすけが描いたぶりぶりざえもんの落書きが実体化した。第4作同様敵に寝返ったり何もしていないのに救い料を請求するなど原作通りの性格だったが、終盤にミラクルクレヨンの最後の欠片を母親を助けようとしたユウマに密かに渡し、自身はミラクルクレヨンを追うラクガキングダムの防衛大臣と鬼軍曹からバイクで逃亡を図るも捕まり、木に縛られ吊るされたまま雨に濡れてしまったため、自身を「救いのヒーロー」として創造したしんのすけに看取られながら溶けて消滅した。その後しんのすけらによって巨大ぶりぶりざえもんとして再び実体化し、尻に民家の屋根が刺さりながらもしんのすけらの声援を受けて地上に落下してきたラクガキングダムを救い、直後に自身も上昇するラクガキングダムへと導かれていった。

## 16年に亘る封印
2000年における塩沢の急逝から、神谷が後任に起用されるまでの16年間に亘り、アニメ・劇場版いずれにも台詞付きで登場しなかった。3代目監督のムトウユージもクレヨンしんちゃんのオールナイトイベントで「ぶりぶりざえもんの声は塩沢さんの声以外考えられません。代役を立てたり声をサンプリングしたりするのは塩沢さんに失礼なので以後永久に封印します」と宣言していた。これに伴い、塩沢の死後も発表されていた台詞付きでぶりぶりざえもんが登場する原作エピソードのアニメ化は中断されている。テレビアニメでは「大河時代劇スペシャル!春日部黄門」（2000年5月19日放送、塩沢の死去から9日後）が、この作品における塩沢の最後の出演であり、自身の遺作となった。
また、スペシャル作品「トレジャーハンターみさえ」（2000年9月29日放送、塩沢の死去から4ヶ月後）では、エンディングに放送された映画『プロジェクトA』をパロディとしたNG集の最後に塩沢出演なしのぶりぶりざえもんが撮影中に乱入していた。
塩沢の死後、テレビアニメにぶりぶりざえもんが登場したのは再放送を除いて2002年に1回、2003年の「トレジャーハンターみさえ」と2004年に1回、2005年（8月26日、9月16日、12月16日）に3回、2006年の「ロード・オブ・ザ・イカリング」、2007年の「仮面ライダー電王+しん王」、2008年に2回（2月1日、8日。ただし本編ではなくエンディングに登場）、2010年8月20日放送分の計11回、以下のように容姿だけで頻繁に登場することが多い（いずれも台詞なしでの登場）。劇場版では『嵐を呼ぶ 栄光のヤキニクロード』の終盤で大量のぶりぶりざえもんが登場（地球上の生物が全てこの姿になった）。『伝説を呼ぶブリブリ 3分ポッキリ大進撃』にも出演したが、紙に描かれた絵として登場していた為、声はなかった。
なお、2007年放送の『仮面ライダー電王』とのクロスオーバー作品である「仮面ライダー電王+しん王」では「声を出そうとすると消滅する伝説のイマジン」という、こうした事情を考慮した設定で登場を果たしている。
ゲーム版においては、2004年4月16日に発売されたゲームボーイアドバンス用ソフト『嵐を呼ぶ シネマランドの大冒険!』と、そのリメイク版に当たる2008年3月20日に発売されたニンテンドーDS用ソフト『嵐を呼ぶ シネマランド カチンコガチンコ大活劇!』ではライブラリ出演として登場した。ゲームボーイアドバンス版では台詞は少なかったが、ニンテンドーDS版は映画から音声がサンプリングされ、台詞が増えた。
OPにおいても登場しており、10代目OP『ハピハピ』では、円の中でダンスするという形で登場しており、11代目OP以降も引き続き登場している。
「SHIN-MEN」では悪の組織TON-MEN（トンメン）として登場。中田譲治（赤ぶりぶり）、小杉十郎太（黒ぶりぶり）、辻親八（青ぶりぶり）、拡森信吾（金ぶりぶり）、楠見尚己（白ぶりぶり）とそれぞれの声を担当しており、10年ぶりに声を出した（ただし、厳密にはぶりぶりざえもんとまた異なるキャラクターになっている）。舞台となる「しん次元」を作り出す要因となった出番の減少も塩沢の死去の影響が関与している。
2011年7月22日にはぶりぶりざえもんが塩沢の台詞付きで登場した話を全て収録したDVD『クレヨンしんちゃん ぶりぶりざえもん ほぼこんぷりーと』が発売された。
2015年4月28日にはLINEスタンプ「しゃべるゾ!クレヨンしんちゃんスタンプ」にスタンプの1つとして、ぶりぶりざえもんが登場した過去の作品からの音声を使用し、声付きのものが販売された。2015年10月9日放送分からスタートした東西南北HIPでホイ!に登場しているが後述の担当回を除いて台詞は無し。
しかし、アニメ放送が25年目に突入した2016年4月29日放送分において、「ぶりぶりざえもん覚醒」というキャッチコピーのもと、翌週5月6日放送分では約16年ぶりにぶりぶりざえもんが台詞付きで登場する新作の放送が次回予告内で告知され、同年5月12日にはテレビ朝日のアニメ公式サイトで、後任が神谷に決定したことが正式に発表された。ストーリーも神谷版ぶりぶりざえもん初登場作である『覚醒編』と『閃光編』は『雷鳴編』と『風雲編』を基にしつつも、現代要素を取り入れる形で5月13日と5月20日に放送、更に2週連続で東西南北HIPでホイ!を担当するという破格の扱いでの再登場だった。同年7月29日にもぶりぶりざえもんの冒険初のアニメオリジナル作品『天下統一編』が放送されたが、同年11月18日からは『ぶりぶりざえもんの冒険』や『クレヨンしんちゃん』本編とは異なる世界観で野原家の面々と共演する番外編が不定期に放送されている。
ムトウは、神谷を後任に迎えてぶりぶりざえもんを再登場させた経緯について、ムトウを含む『クレヨンしんちゃん』スタッフが制作に携わったアニメに出演していた関係で元々神谷と交流があったこと、声優の封印による影響でぶりぶりざえもんへの知名度がファンの間でも低くなっていたことを懸念して、封印にこだわる自分たちスタッフの方針へ疑問を持つようになっていたことをインタビューで語っている。